# Cal Manelet
Cal Manelet és una obra del municipi de Sant Boi de Llobregat (Baix Llobregat) inclosa en l'Inventari del Patrimoni Arquitectònic de Catalunya.

## Descripció
Aquesta casa, l'any 1987, presenta tots els trets d'un elegant estil modernista sense abandonar un cert regust historicista a la planta baixa, donat per la porta d'arc rebaixat i per l'estuc que recobreix els maons, simulant carreus de pedra. A les dues plantes superiors, la façana ha estat arrebossada i pintada de blanc, remarcant les portes dels balcons i les finestres una fina línia de ceràmica vidriada de color blau amb un lleuger esgrafiat. La barana del terrat, de laminat de ferro com els balcons, està remarcada per una franja de maó vist i ceràmica blava.
L'estat general de la casa, en estructura és acceptable, però els vidres i persianes trencats i el mal estat de les portes subratllen l'estat d'abandonament.

## Història
No es pot datar la casa primigènia, ja que no hi ha referències. Resta abandonada des de fa molt de temps i els veïns la recorden "sempre així". El fet que a la porta principal, d'arc rebaixat, es pugui veure els llocs on l'arrebossat s'ha desprès en part de la pedra de les dovelles, així com l'estructura de dues portes i una finestra a la planta baixa, fa pensar en una remodelació de l'edifici a principis del segle xx.